# Izvoarele Nerei
Les fonts del Nera conformen una àrea protegida d'interès nacional que correspon a la categoria UICN IV (reserva natural de tipus mixt), situada al Banat, al territori del comtat de Caraș-Severin.

## Ubicació
L'àrea natural es troba a les muntanyes del Banat (al vessant sud de les muntanyes Semenic), a la part central sud-est del comtat de Caraș-Severin, al territori administratiu de la comuna de Prigor, al nord-oest del poble de Borlovenii Vechi.

## Descripció
La reserva natural va ser declarada espai protegit per la Llei núm. 5 de 6 de març de 2000 (d'aprovació del Pla Nacional d'Ordenació del Territori - Secció III - espais protegits) i té una superfície de 5.028 ha. Està inclòs al Parc Nacional Semenic - Cheile Carașului, un parc natural situat a la superfície territorial del lloc d'importància comunitària Cheile Nerei - Beușnița.
L'espai natural presenta un relleu format per roques mica, granits i granodiorites; amb vessants curts i inclinats a la part superior i pendents llargs a la base de la reserva, amb fonts (Fonts de Nera que recullen en valls estretes i profundes les aigües dels rierols Coşava Mare, Coșava Mică, Hiclișag, Nerganița, que a vegades formen petites cascades).), costerut, lapiezuri, ponoare, prats; amb flora i fauna pròpia de la cadena dels Carpats Occidentals i especialment del grup muntanyós de les muntanyes del Banat.

## Biodiversitat
La reserva natural es va establir per tal de protegir la biodiversitat i mantenir un estat favorable de conservació de la flora i la fauna silvestres al sud-oest del país, a les muntanyes de Semeniclui.

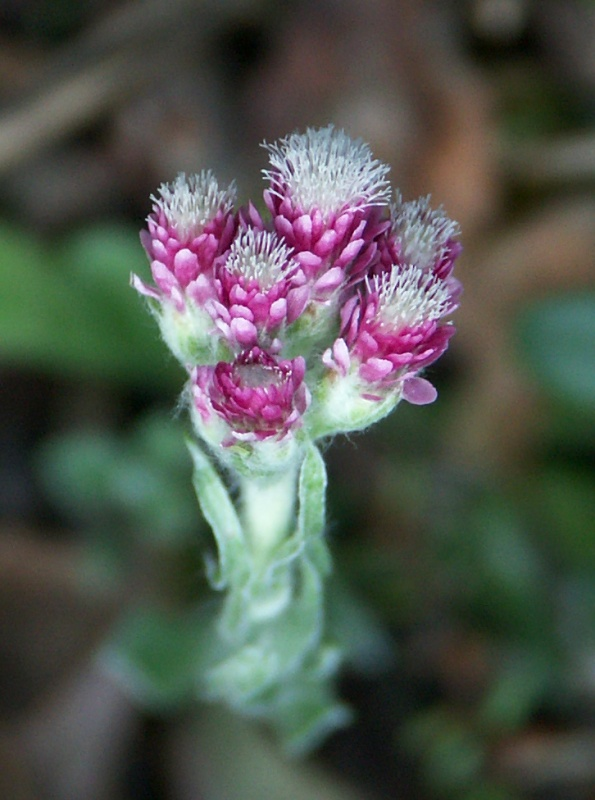
Gira-sol Semenicului (Anntenaria dioica)

La reserva de flora està formada per boscos de faig verge (Fagus sylvatica), boscos de roure dacià (Qercus robur), carpe (Carpinus betulus) o til·ler (Tilia) i les espècies de plantes de la cantonada (Dentaria bulbifera o dental glandulosa), el conill acedera. (Oxalis acetosella), espàrrecs (Asperula odorata), lledoner (Luzula alpinopilosa), espècies de juncs Carex pilosa o espècies de rubus , Rubus hirtus .
Les espècies endèmiques estan representades per elements florístics constituïts per farigola (Thymus serpyllum), clavell de plàtan (Dianthus banaticus), una espècie de gripau de plàtan groc (Crocus banaticus), flor del semen (Parpian), Anthânaria dio Galium schultesii), lliri de bosc (Linum uninerve).
La fauna està representada per una diversa gamma de mamífers, ocells, rèptils i amfibis; alguns dels quals estan protegits a nivell europeu o a la Llista Vermella de la UICN.

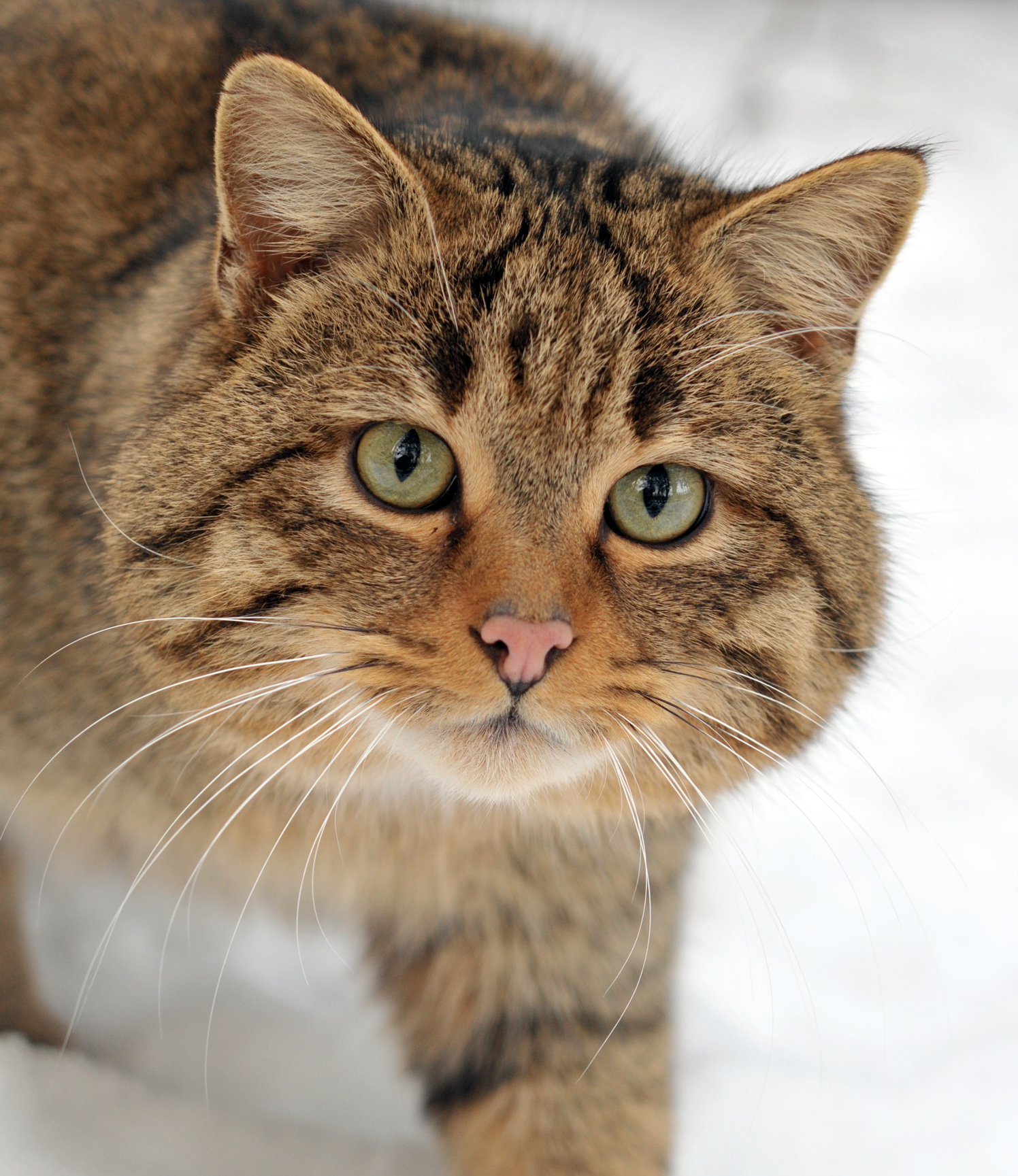
Gat salvatge (Felis silvestris silvestris)

Espècies de mamífers : ós bru (Ursus arctos), llop gris (Canis lupus), llúdriga (Lutra lutra), linx (Lynx lynx), gat salvatge (Felis silvestris silvestris), cérvol (Cervus elaphus) L.), cérvol (Capreolus capreolus), senglar (Sus scrofa), guineu (Vulpes vulpes crucigera), esquirol (Ciurus vulgaris)
Ocells: Àguila blanca (Neophron percnopterus), Oreneta gran (Apus apus), Oreneta de roca (Hirundo rupestris), Roca del Banat (Oeananthe hispanica), Voltor barbut (Emberiza cirlus), Oreneta vermella (Hirundo daurica), Shrike (Tyto)
Rèptils i amfibis: sargantana (Lacerta agilis), escurçó cornut (Vipera ammodytes), sargantana (Lacerta viridis), salamandra (Salamandra salamandra), gripau verd (Bufo viridis), granota vermella de muntanya (Rana temporaria).

## Vies d'accés
- Carretera nacional (DN6) - Caransebeş - Buchin - Bucoşniţa - Slatina-Timiş - comtat de carretera (DJ582), a Brebu Nou - Văliug - Crivaia, seguint un camí forestal a Bârzaviţa Cantó.
- Carretera comarcal (DJ582B) - Reșița - Văliug - Crivaia, seguint el mateix recorregut

## Monuments i atraccions turístiques
Als voltants de l'espai natural hi ha diversos objectius d'interès històric, cultural i turístic; tan:
- El conjunt de molins de Borlovenii Noi (Molí "del poble", Molí de Truică, Molí de Cheie, Molí de Furci, Molí de Basu, Molí de Zăvoi), construcció del segle XX, monument històric.
- Muntatge del molí de Prigor (Molí del País, Molí de la Duana I, Molí de la Duana II, Molí del Pont I, Molí del Pont II, Molí de Priboi, Molí de Pedra, Molí de Lunci I, Molí de Lunci II, Molí Ibilcina I, Molí Ibilcina II, Vâltoarea de la Seabicerin), construcció del segle XX, monument històric.
- El conjunt de molins de Putna (Molí petit, Molí "del final", Molí "de la vall", Molí de Calina), construcció del segle XX, monument històric.
- L'assentament romà de Pătaș (sec. II - III pàg. Chr., Edat romana).